# Haliotis iris
Espèce
Statut de conservation UICN

 LC  : Préoccupation mineure
Haliotis iris est une espèce d'ormeaux, un mollusque gastéropode marin de la famille des Haliotidae.

## Répartition
Cette espèce marine est endémique de la Nouvelle-Zélande. Haliotis iris, qui est la plus grande espèce d'ormeaux présente dans cette région, se trouve généralement dans des eaux fraîches et peu profondes, à des profondeurs inférieures à 6 m. On peut l'observer autour de la Nouvelle-Zélande continentale, ainsi que près de l'île Stewart et des îles Chatham. Ces mollusques forment souvent de grandes colonies dans la zone sublittorale, sur des côtes ouvertes et exposées, où les algues flottantes s'accumulent et où la circulation de l'eau est optimale.

## Description
La taille de la coquille de cette espèce varie entre 80 et 170 mm. Les deux côtés de la coquille, à la fois ovale et convexe, sont symétriquement incurvés. La spire oblique est très courte, avec deux tours et cinq à sept perforations. La surface externe est finement texturée. La lèvre est continue et s’étend au-delà de la spire principale. L’intérieur de la coquille présente un éclat métallique bleu foncé et vert, avec des reflets jaunes. L’empreinte musculaire est bien marquée et rugueuse. Le dos de la coquille est convexe et s’incline au niveau de la rangée de perforations. La surface externe est brun pâle ou vert olive clair, avec une texture piquetée résultant de l’intersection de deux séries de plis obliques bas. L’intérieur de la spire est richement nacré, dominant par des tons de bleu de Prusse et de vert, mais aussi agrémenté de reflets violets, orange et légèrement rouges. La plaque columellaire est large et se prolonge dans la lèvre externe élargie, sans être tronquée en dessous. Sa face est aplatie et légèrement inclinée vers l’intérieur, tandis que la cavité de la spire reste petite." 

## Haliotis iriset l'Homme
Haliotis iris est la seule espèce d'ormeaux élevée en Nouvelle-Zélande, principalement en raison de sa taille, qui est plus grande comparée à ses proches parents, Haliotis australis et Haliotis virginea. Ces deux espèces sont également prisées pour la fabrication de bijoux et de sculptures en Nouvelle-Zélande. Il existe également un commerce mondial de perles naturelles provenant de cette espèce.

## Systématique
Le nom valide complet (avec auteur) de ce taxon est Haliotis iris Gmelin, 1791.
Haliotis iris a été initialement attribué à Martyn, 1784 (Univ. Conch, ii, t. 61.) travail qui a été invalidé en 1957 par l'ICZN selon l'avis 456.[réf. nécessaire]
Haliotis iris a pour synonyme :
- Haliotis (Paua) iris Gmelin, 1791